# Sereď
Sereď (în maghiară Szered) este un oraș din Slovacia cu 17.786 locuitori.

## Demografie
| An:                | 1994   | 2004   | 2014   | 2024   |
| ------------------ | ------ | ------ | ------ | ------ |
| Număr de persoane: | 17.567 | 17.286 | 15.993 | 15.059 |
| Diferență:         |        | −1,59% | −7,48% | −5,84% |

| An:                | 2023   | 2024   |
| ------------------ | ------ | ------ |
| Număr de persoane: | 15.166 | 15.059 |
| Diferență:         |        | −0,70% |